# اثبات قضیه خودکار

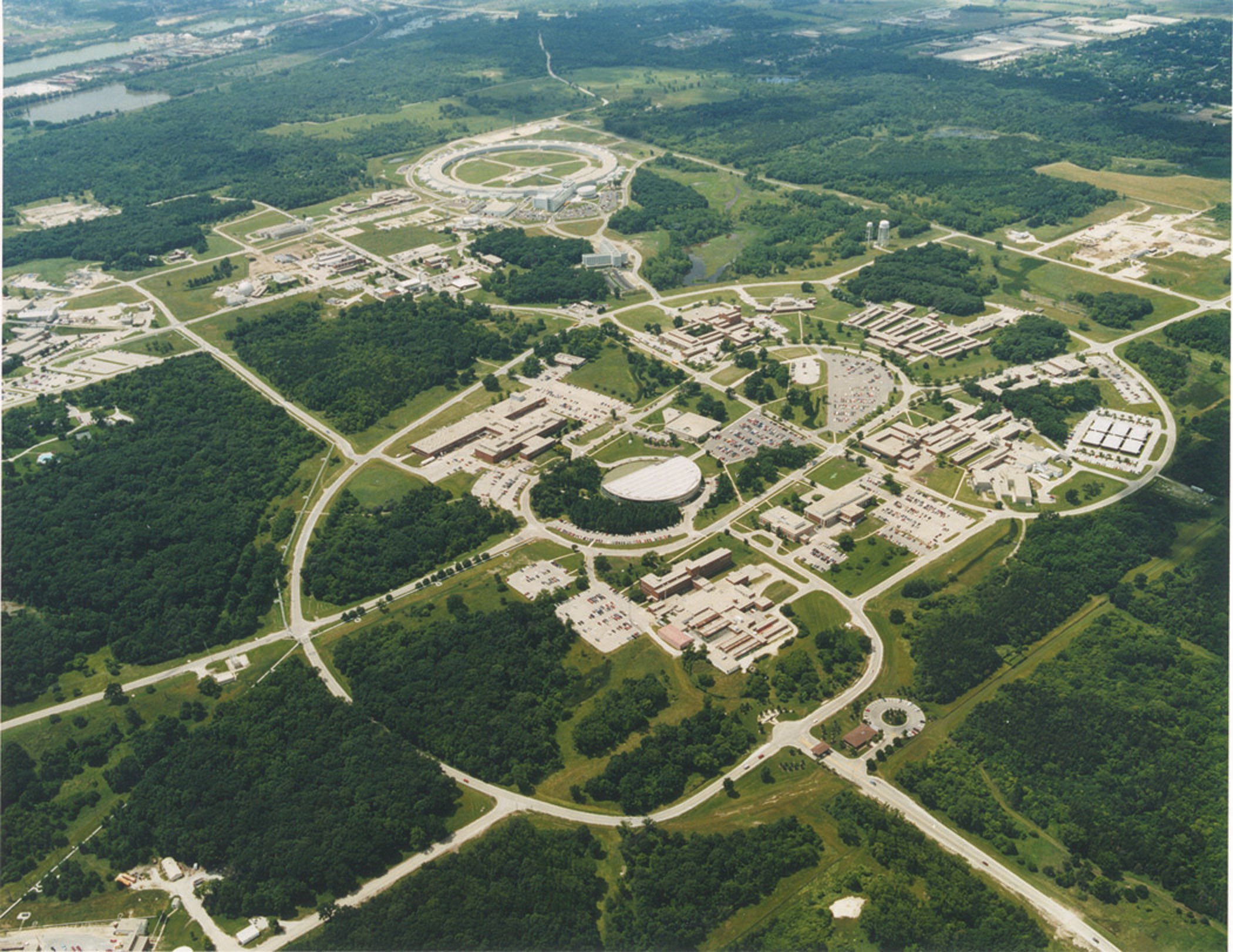
آزمایشگاه ملی آرگون یکی از پیشوران اثبات قضیه خودکار از دهه ۱۹۶۰ تا دهه ۲۰۰۰ بود.

اثبات قضیه خودکار در علوم رایانه به بررسی راه‌های ممکن برای اثبات قضیه‌ها به صورت خودکار (معمولاً با برنامه کامپیوتری) می‌پردازد. اثبات قضیه خودکار یکی از مهم‌ترین شاخه‌های استدلال خودکار به‌شمار می‌آید، اما همچنین به مقدار زیادی به علوم رایانه نظری و فلسفه مربوط است. منظور از قضیه در این‌جا قضیه ریاضی است.
نرم‌افزارهای اثبات قضیه خودکار قادرند برخی مسائل و قضایای ریاضی را اثبات نمایند و حتی در مواردی موفق به کشف اثبات‌های کوتاه‌تر برای برخی از قضایای ریاضی شده‌اند.